# Marie Dührendahl
Marie Dührendahl (Grimstad, 1851 – 1907) was een Noors zangeres. 
Zij werd geboren binnen het gezin van postmeester Frederik Dührendahl (1813-1888) en Anna Dührendahl. Ze kreeg opleiding van Pauline Viardot-García. Haar zangdebuut maakte ze in Kristiansand in juli 1878 met onder andere liederen van Halfdan Kjerulf. Ze ontving positieve kritieken maar kon het succes niet handhaven, alhoewel ze in 1978 nog optrad met de Musikforeningen. In 1881 trad ze op in de concertzaal van Brødrene Hals met onder meer liederen van Agathe Backer-Grøndahl. Vanaf dan gaat ze ook lesgeven. In 1897 in nog een optreden bekend met een orkest onder leiding van Alfred Svendsen. 